# NGC 1670
NGC 1670 est une galaxie lenticulaire située dans la constellation d'Orion. NGC 1670 a été découvert par l'astronome germano-britannique William Herschel en 1786.

## Caractéristiques
Sa vitesse par rapport au fond diffus cosmologique est de 4 571 ± 28 km/s, ce qui correspond à une distance de Hubble de 67,4 ± 4,7 Mpc (∼220 millions d'al).
À ce jour, une mesure non basée sur le décalage vers le rouge (redshift) donne une distance d'environ 60,300 Mpc (∼197 millions d'al). Cette valeur est à l'extérieur mais compatible avec les valeurs de la distance de Hubble. Notons que c'est avec la valeur moyenne des mesures indépendantes, lorsqu'elles existent, que la base de données NASA/IPAC calcule le diamètre d'une galaxie et qu'en conséquence le diamètre de NGC 1670 pourrait être d'environ 41,0 kpc (∼134 000 al) si on utilisait la distance de Hubble pour le calculer.